# Microporella ketchikanensis
Microporella ketchikanensis är en mossdjursart som beskrevs av Dick, Grischenko och Shunsuke F. Mawatari 2005. Microporella ketchikanensis ingår i släktet Microporella och familjen Microporellidae. Inga underarter finns listade i Catalogue of Life.